# Comuna de Cegłów
Cegłów (polaco: Gmina Cegłów) é uma gminy (comuna) na Polónia, na voivodia de Mazóvia e no condado de Miński. A sede do condado é a cidade de Cegłów.
De acordo com os censos de 2004, a comuna tem 6563 habitantes, com uma densidade 67,2 hab/km².

## Área
Estende-se por uma área de 95,74 km², incluindo:
- área agricola: 59%
- área florestal: 35%

## Demografia
Dados de 30 de Junho 2004:
|                      | Total   | Total | Mulheres | Mulheres | Homens  | Homens |
| -------------------- | ------- | ----- | -------- | -------- | ------- | ------ |
|                      | pessoas | %     | pessoas  | %        | pessoas | %      |
| População            | 6563    | 100   | 3226     | 50,1     | 3207    | 49,9   |
| Densidade (pop./km²) | 67,2    | 100   | 33,7     | 33,7     | 33,5    | 33,5   |

De acordo com dados de 2002, o rendimento médio per capita ascendia a 1277,54 zł.

## Subdivisões
- Cegłów, Huta Kuflewska, Kiczki Pierwsze, Kiczki Drugie, Mienia, Pełczanka, Piaseczno, Podciernie, Podskwarne, Posiadały, Rososz, Rudnik, Skupie, Skwarne, Tyborów, Wiciejów, Wola Stanisławowska, Woźbin, Wólka Wiciejowska.

## Comunas vizinhas
- Jakubów, Kałuszyn, Latowicz, Mińsk Mazowiecki, Mrozy, Siennica